# Holochelus subseriatus
Holochelus subseriatus är en skalbaggsart som beskrevs av Edmund Reitter 1889. Holochelus subseriatus ingår i släktet Holochelus och familjen Melolonthidae. Inga underarter finns listade i Catalogue of Life.